# Matthew Pearl
Matthew Pearl (New York, 2 ottobre 1975) è uno scrittore e critico letterario statunitense.

## Biografia
Nasce a New York, ma cresce a Fort Lauderdale in Florida.
Nel 1997 si è laureato con lode in Letteratura inglese e americana presso l'Università di Harvard e nel 2000 in Legge presso Yale.
Per i suoi saggi accademici ha vinto nel 1998 il Dante Prize della Dante Society of America. Per la Modern Library è il curatore della nuova edizione dell'Inferno di Dante tradotto da Henry Wadsworth Longfellow. È stato curatore dell'edizione in inglese dei Delitti della Rue Morgue (Murders In The Rue Morgue) di Edgar Allan Poe.
Il Circolo Dante, suo primo romanzo, è entrato nella classifica dei bestseller del "New York Times" ed è in corso di traduzione in molti paesi.
Ad esso son seguiti altri due testi, sempre di ambientazione storica, L'ombra di Edgar (2006) e Il ladro di libri incompiuti (2009).

## Opere
- Il Circolo Dante (The Dante Club, Random House, 2003) (Rizzoli, 2007, ISBN 88-17-87303-9)
- L'ombra di Edgar (Poe Shadow, Random House, 2006) (Rizzoli, 2008, ISBN 88-17-00793-5)
- Il ladro di libri incompiuti (The Last Dickens, Random House, 2009) (Rizzoli, 2009, ISBN 978-88-17-04294-9)
- The Technologists (2012)
- L'ultimo cacciatore di libri (The Last Bookaneer, Random House, 2015) (Rizzoli, 2016, ISBN 978-88-17-08775-9)
- La camera di Dante (The Dante Chamber, Random House, 2018) (Rizzoli, 2018, ISBN 978-88-17-10598-9) (seguito de "Il Circolo Dante")